# Мохамед Али паша
Вижте пояснителната страница за други личности с името Али паша.
Мохамед Али паша Масърски или Мохамед Али паша Масърлъ (на османски турски: محمد علی پاشا المسعود بن آغا; на арабски: محمد علي باشا) е управител (валия) на еялет в Османската империя, разположен в днешен Египет и Судан през първата половина на XIX век. Въстава срещу султана през 1831 г. и се самопровъзгласява за хедив. Смятан е за основател на съвременен Египет. Династията, която той създава, продължава управлението си до 1952 година. Османски фелдмаршал.

## Ранни години
Роден е през 1769 година в град Кавала (или в малкото населено място село Мусратлъ от района на околията) в семейството на албанци. По сведения на негови съвременници, той владеел свободно само албански. Баща му умира, когато Мохамед е малък и той е отгледан в семейството на чичо си. Като младеж се занимава с търговия на тютюн и взема участие в събирането на данъци. Когато става на 30 години, османските власти обявяват набор на войски за овладяване на положението в Египет след френската инвазия там. Мохамед Али е определен за командир на отряд от 300 албанци

## Идване на власт
През пролетта на 1801 г. частта на Мохамед Али слиза на египетска земя в залива Абукир. Тригодишната френска окупация (1798 – 1801) е разстроила политическите и икономическите връзки в Египет и в образувалия се властови вакуум настъпва борба за надмощие между османските турци, мамелюците и албанските наемници, която трае няколко години. С умели политически ходове Мохамед Али успява да получи широка подкрепа от населението и през 1805 г. заема поста валия, като получава и одобрението на султан Селим III.
През август 1807 г. английски войски окупират Александрия като част от военните действия в англо-турската война. След кратка обсада Мохамед Али ги побеждава и ги принуждава да се евакуират.
Въпреки това мамелюците, управлявали Египет над 600 години, продължават да представляват голяма заплаха. Мохамед Али кани техните предводители на военен парад в цитаделата на Кайро на 1 март 1811 г. и ги избива, след което властта му е закрепена и той започва сериозни реформи.

## Управник на Египет
Мохамед Али се заобикаля с европейски съветници (предимно французи) и се запознава с европейските практики и обичаи. Убеден в превъзходството на европейската организация на армията над турската, той решава да реорганизира армията, правителството и самия египетски живот в европейски дух. Неговите реформи в Египет протичат почти по същото време като тези на султана-реформатор Махмуд II, но Мохамед Али постига повече успехи. Той извършва широка селскостопанска реформа като конфискува раздробените ферми, раздадени на събирачи на данъци както и земи, дадени на религиозни общности. През 1809 г. отменя вакъфите, а през 1811 – 14 отнема и земите на мамелюците. В резултат голяма част от обработваемата земя е одържавена и раздадена на фелахите, за което те плащат високи данъци и отработват държавна повинност по 60 дни годишно. Построени са нови напоителни системи, усъвършенствани са методите на земеделие, въведени са нови земеделски култури: памук, маслини.
Едва след 1829 година Мохамед Али се връща към системата на едрите земевладелци, като раздава земи заедно с живеещите на тях фелахи на чиновници и офицери.
През 1816 – 1820 г. Мохамед Али монополизира вътрешната търговия на земеделски продукти и занаятчийски стоки. Всички производители продават стоките си на държавата, която ги препродава и прибира печалбата. Практиката се оказва особено печеливша по отношение на дълговлакнестия памук, който носи много приходи.
Управлението на страната е реорганизирано: през 1826 г. е създаден Държавен съвет и правителство от министри. Създадени са 7 административни провинции (мудирии) начело с губернатори. Мохамед Али изпраща млади египтяни да учат за лекари, инженери и държавни чиновници в новосъздадени училища в Париж и Лондон. В това число синовете му Ибрахим и Саид също получават солидно образование, макар че самият той няма такова. В Египет са открити много светски училища. През 1828 година излиза първият вестник.
Едно от най-важните начинания на Мохамед Али е военната реформа, проведена с помощта на чужденци (основно французи). В резултат е създадена редовна армия и е въведена военна повинност. През 1826 година са открити няколко военни училища. Новата египетска армия е въоръжена с артилерия. Египет получава армия с численост от 150 хиляди души и флот от 32 кораба, ремонтирани са старите крепости и са построени нови.
Военната и аграрната реформи водят до развитие на промишлеността. Строят се фабрики за захар, селитра и барут, обработва се чугун, създават се оръжейни заводи и текстилни манифактури, но тъй като местният пазар е прекалено малък и техническите умения не са на необходимото ниво, Мохамед Али е принуден да изнася памука.
В личните си отношения, особено с европейците, Мохамед Али прави впечатление на мек човек, на когото хуманността не е чужда. При него прекрасно се съчетават простота и достъпност, презрение към условностите на източния етикет, с властолюбие и честолюбие, което импонира на европейците в обкръжението му.

## Военни кампании
Макар далечната цел на Мохамед Али е да установи своя лична империя, първоначално той участва във военни кампании за потушаване на въстания в Арабия и Гърция, предприети от османския султан Махмуд II. През 1820 г. нахлува и в Судан с 4-хилядна армия и слага край на султаната Сенар. Политиката му за присъединяване на суданската територия към Египет се ръководи от желанието да набави войници за армията и злато за съкровищницата и в крайна сметка е реализирана през 1870-те години от потомъка му Исмаил паша. През 1821 започва гръцкото въстание и султанът изпраща армията и флота на Мохамед Али да го потушат, като му обещава за награда Морея и остров Крит. 16 000 войници, 100 транспортни и 63 ескортиращи кораба под командването на сина му Ибрахим се отправят към Пелопонес през 1825 г. и го овладяват в рамките на 10 месеца. На страната на гърците се намесват Англия, Франция и Русия и на 20 октомври 1827 г. в Наваринското сражение египетската ескадра е разбита. През 1829 г. Османската империя е принудена да признае автономия на Гърция, а след това и независимост. Възползвайки се от отслабването на империята, много местни управители се стараят да увеличат своите права. За компенсация на изгубената Морея Мохамед Али насочва апетита си към Сирия, която е привлекателна с богатите си ресурси, оживените търговски пунктове и стратегическо положение. Султанът обаче отказва и му предлага губернаторство на Крит. Мохамед Али се жалва, че за благото на султана е загубил 30 000 души и 20 милиона франка, а султанът го упреква, че вече година и половина не е плащал данъци. Обиден от неблагодарноста, Мохамед Али се решава на нахлуване в Сирия. Построена е нова флотилия и през 1831 година Египет обявява война на Турция (1831 – 33). Ибрахим паша завоюва град Акко и го превзема след шестмесечна обсада през май 1832 г. Той вече контролира голяма част от Сирия и продължава към Мала Азия. Махмуд II продължава да отхвърля претенциите на васала си. Опасявайки се от разделяне на Османската империя и усилване на влиянието на Франция и Англия в региона, руският император Николай I предлага военна помощ и изпраща т.нар. Босфорска експедиция. В крайна сметка е подписан мирен договор, но Мохамед Али не е доволен и обявява независимост от султана, което води до втората турско-египетска война (1838 – 41), в която активно се намесват европейските страни. Първоначално египтяните постигат победа срещу турците в битката при Незиб (24 юни 1830 г). Скоро след битката султан Махмуд умира и е наследен от шестнадесетгодишния Абдул Меджид. В същото време Ибрахим и Мохамед Али спорят как да продължат кампанията – Ибрахим настоява да продължи към османската столица, докато баща му е с по-меки искания. Това дава начало на т.нар. „Ориенталска (египетска) криза“ от 1840 г. През юли 1840 г. Великобритания, Русия, Австрия и Прусия се обединяват срещу египетските сили в Сирия и британо-френско-австрийска флотилия обстрелва Акко, който се връща в турски ръце. Така надеждите на Мохамед Али за истинска независимост на Египет от Османската империя и разширяване на територията му не се сбъдват. През 1841 г. той и семейството му получават наследствено право да управляват Египет и Судан, но с известни ограничения, като султанът си остава сюзерен.
В края на 1840-те Мохамед Али се оттегля от управлението поради заболяване. През 1848 г. властта официално поема синът му Ибрахим, който скоро умира. Самият Мохамед Али умира на следващата година.

## Династия
Освен Ибрахим паша, управници на Египет, потомци на Мохамед Али, са внукът му Абас (ноември 1848), Саид паша (през 1854) и Исмаил паша (през 1863) който е първият официално признат хедив на Египет.
В знак на благодарност към родния си град Кавала той построява имарет, който се смята за най-голямата ислямска постройка в Европа. Тя е превърната в луксозен хотел.